# Johan Hedenberg (knivmakare)
För skådespelaren med samma namn (född 1954), se Johan Hedenberg
Johan Fredrik Hedenberg, känd som Knivkungen eller Knivkongen, född 14 november 1869 i Ryda församling i dåvarande Skaraborgs län, död 6 juni 1950 i Fryksände församling i Värmlands län, var en svensk knivmakare.
Johan Hedenberg tillhörde det resandefolket och kom som 14-åring till Östmark i värmländska Fryksände socken. Han tillverkade knivar med skaft av ebenholts, elfenben och silver. Han betraktades som sin tids skickligaste knivtillverkare i både Norge och Sverige. Han tillverkade stora mängder knivar till Värmlands hemslöjd. Hedenbergs hantverk innefattade även pianostämning samt orgel- och klockreparationer.
Hedenberg var från 1907 gift med Anna Maja Holm (1872–1958). 2007 hedrades han med en minnessten på Östmarks kyrkogård.